# Mansarda
En arquitectura, es coneix com a mansarda l'espai situat sota a la teulada inclinada que té una aresta de trencament d'un edifici. Amb aquesta tècnica es forma un espai que pot ser útil per a l'habitatge, com petit lloc de treball (loft) o per l'emmagatzematge. Sobresortint lateralment hi poden haver finestres, el nom de les quals és "lluernes" però també s'usa el gal·licisme lucarnes o llucanes, per permetre entrar la llum i la ventilació.

## Origen
El nom prové de la paraula francesa mansarde, que prové del cognom de l'arquitecte parisenc François Mansart (1598-1666), qui, contràriament al que de vegades s'ha dit, no va inventar aquesta tècnica arquitectònica sinó que, prenent-la d'obres anteriors italianes, el va popularitzar a França. Un descendent llunyà seu, Jules Hardouin-Mansart va acabar de prestigiar-la fent-la servir al Palau de Versalles.
Sembla que el seu origen té a veure amb el fet que, a França, les taxes dels habitatges es pagaven segons el "nombre de pisos per sota de la teulada". La instal·lació de mansardes permetia de fer habitable un espai sense pagar més impostos.
Sota la influència del ressorgiment neobarroc del Segon Imperi Francès (1850-1870), la mansarda esdevé un tret comú en molts edificis del segle xix a Europa i Amèrica del Nord. L'estil s'aplicà als Estats Units i Canadà durant aquest període com una de les formes expressives adoptades per arquitectes victorians.

## Exemples

Coberta estil mansarda
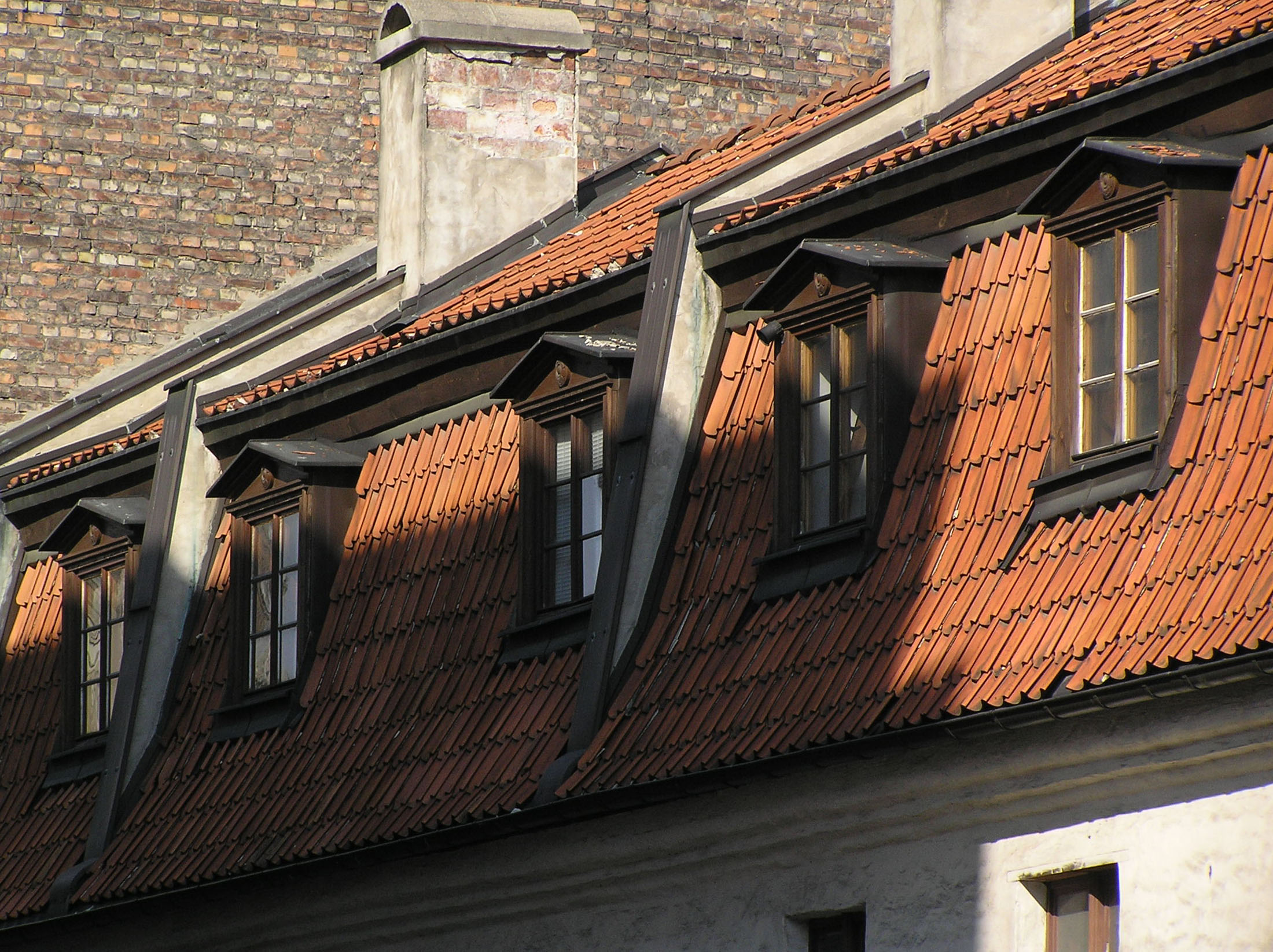
Edifici i coberta estil mansarda amb finestres
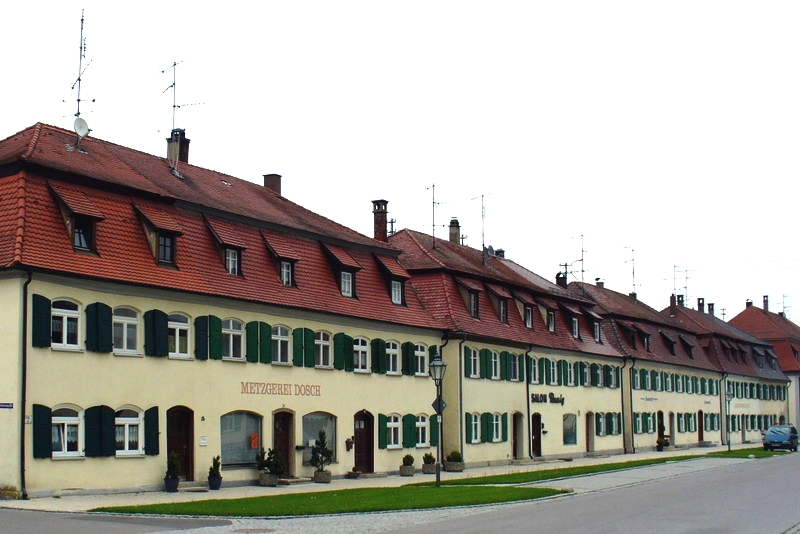
Edificis a Alemanya
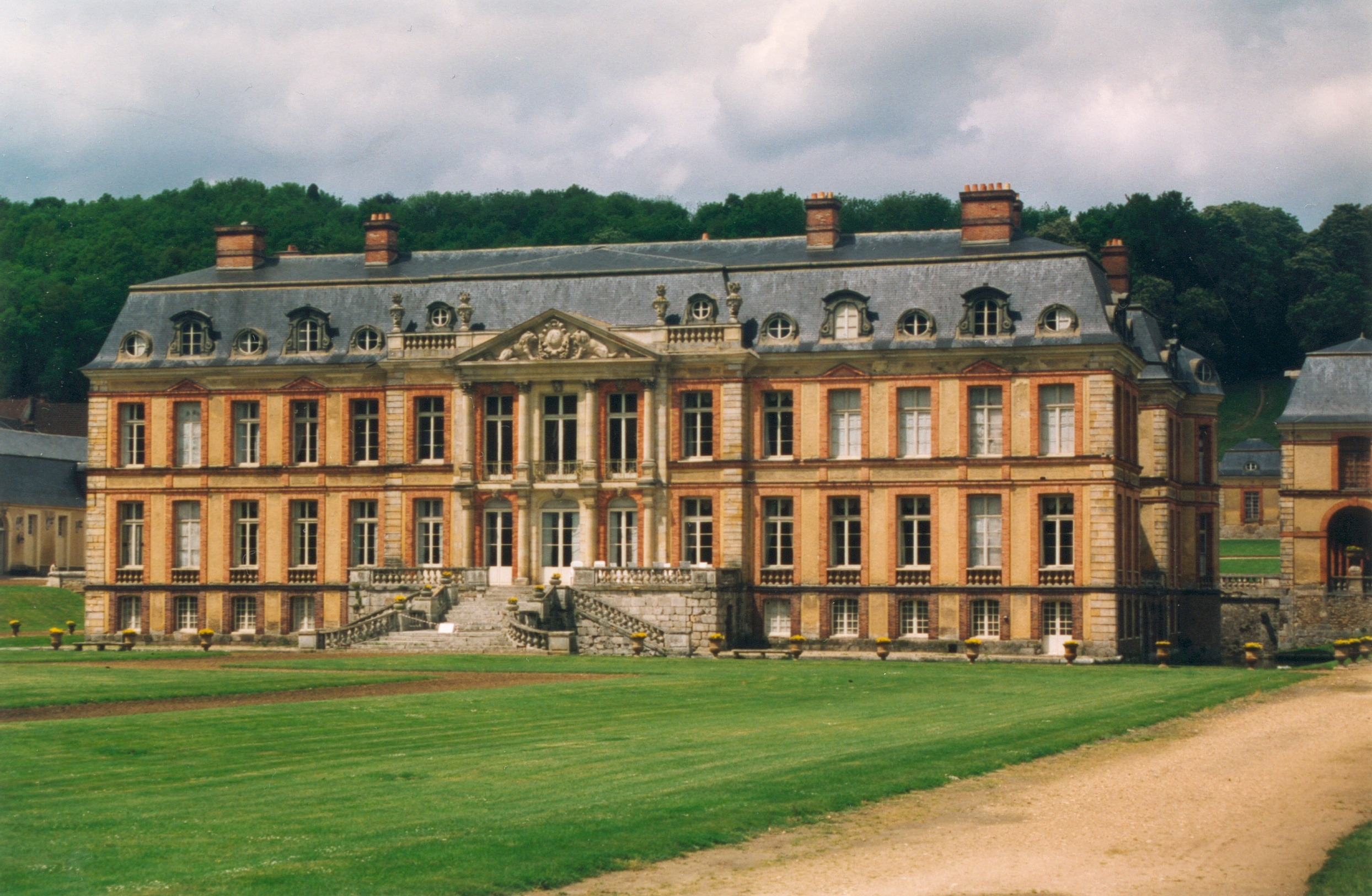
Chateau a Yvelines (França)